# Ewa Sonnenberg
Ewa Sonnenberg (* 30. März 1967 in Ząbkowice Śląskie) ist eine polnische Lyrikerin.

## Leben
Ihr Abitur legte sie am Kopernikus-Lyzeum Lublin ab, absolvierte die Musikakademie Breslau und war eine der ersten Absolventen des Kreativstudienganges am Philologischen Institut der Krakauer Jagiellonen-Universität bei Gabriela Matuszek. Für den Band Hazard erhielt sie 1995 den Georg-Trakl-Preis für Lyrik.
Ewa Sonnenberg war Teilnehmerin auf dem Deutsch-polnischen Poetendampfer. Ihre Texte wurden übersetzt von Marga und Roland Erb und publiziert im Ostragehege und in einer Anthologie.
Ewa Sonnenberg lebt in Breslau.

## Auszeichnungen
- 1995: Georg-Trakl-Preis

## Buchpublikationen
- Hazard 1995
- Kraina Tysiąca Notesów 1997
- Planeta 1997
- Smycz 2000
- Płonący tramwaj 2001
- Lekcja zachwytu 2005
- Płonący tramwaj 2006
- Pisane na piasku 2007
- Rok Ognistego Smoka 2009[1]